# Adam Green

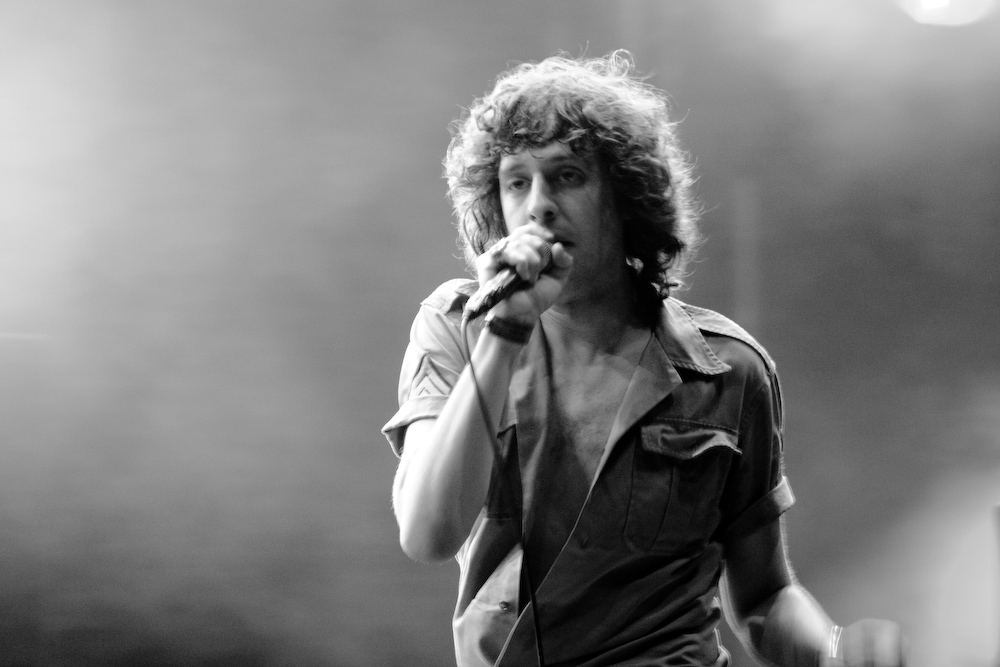
Adam Green (2010)

Adam M. Green (* 28. Mai 1981 in Mount Kisco, New York) ist ein US-amerikanischer Sänger, Songwriter, Dichter, Filmemacher und Maler. Er ist Mitglied der Band The Moldy Peaches und startete 2002 zusätzlich seine Solokarriere.

## Leben
Adam Green ist ein Urenkel von Felice Bauer, der Verlobten von Franz Kafka. Er stammt aus einer Arztfamilie, sein Vater war zeitweise Neurologe an der Columbia University. Bis zum Eintritt in die High School wurde Green zu Hause unterrichtet.
Green erreichte zunächst nur eine kleine Fangemeinde. Mitte der 2000er Jahre gelang ihm mit dem Album Friends of Mine in Europa der kommerzielle Durchbruch, der sich mit dem 2005 erschienenen Nachfolger Gemstones fortsetzte. Auch in Deutschland kamen beide Alben in die Charts und verschafften Green Auftritte bei Harald Schmidt sowie TV total. Für Gemstones erhielt Green eine goldene Schallplatte für den Verkauf von 100.000 Alben, außerdem wurde er 2005 für den Echo in der Kategorie Newcomer des Jahres international nominiert. In den USA ist Adam Green weitaus weniger populär als in Europa.
2005 wurde Greens Gedichtband Magazine beim deutschen Suhrkamp Verlag veröffentlicht. Das Buch enthält die englischen Originaltexte sowie eine deutsche Übersetzung des Autors und Musikers Thomas Meinecke. 2006 erschien sein Album Jacket Full Of Danger, 2008 Sixes and Sevens. 2010 erschien Minor Love, welches sich musikalisch wieder mehr an den frühen Alben orientiert, insgesamt aber eher melancholische Züge trägt.
Die Musik von Adam Green wird zusammen mit der von Kimya Dawson als Haupteinfluss auf die Musikrichtung des Anti-Folk angesehen. Seine Musik gilt als beeinflusst von Bob Dylan, Lou Reed, Scott Walker und Leonard Cohen.
Anfang 2008 wurde der Song Anyone Else But You von Greens Band Moldy Peaches für den Independent-Film Juno verwendet und machte die Band bekannt. Adam Green und Kimya Dawson traten bei der Filmpremiere und in der TV-Show von Whoopie Goldberg gemeinsam auf.
Für das Bühnenstück Timbuktu nach dem gleichnamigen Roman von Paul Auster komponierte Green einen Soundtrack.
2013 veröffentlichte er mit der US-Sängerin und Multiinstrumentalistin Binki Shapiro das Album Adam Green & Binki Shapiro. 2016 erschien Greens Soloalbum Aladdin. Zugleich entstand der Film Adam Green’s Aladdin. Greens neuntes Album Engine of Paradise erschien 2019.
Green heiratete 2008 die Fotografin und Musikerin Loribeth Capella. Die Ehe wurde nach weniger als einem Jahr geschieden. Stand 2016 ist er zum zweiten Mal verheiratet. Er ist Vater eines Kindes.

## Film
Im April 2011 veröffentlichte Adam Green seinen ersten Film The Wrong Ferarri. Der Film wurde von Green geschrieben und produziert, zudem führte er Regie. Der Film wurde komplett mit einem iPhone gedreht. Gastauftritte haben unter anderem Devendra Banhart und Macaulay Culkin. Im Jahr 2014 sammelte Adam Green mit einer Crowdfunding-Kampagne rund 50.000 Dollar, um seinen nächsten Spielfilm Aladdin (2016) zu realisieren. Darsteller waren wieder Banhart und Culkin sowie unter anderem Har Mar Superstar und Rodrigo Amarante. Green schrieb den Film, produzierte ihn und führte Regie.

## Diskografie

### Alben
- 2002: Adam Green (in den USA unter dem Titel Garfield erschienen)
- 2003: Friends of Mine
- 2005: Gemstones
- 2006: Jacket Full of Danger
- 2008: Sixes and Sevens
- 2010: Minor Love
- 2010: Musik for a Play (Soundtrack Timbuktu, nur Vinyl & MP3)
- 2013: Adam Green & Binki Shapiro
- 2016: Aladdin
- 2019: Engine of Paradise
- 2022: That Fucking Feeling

### Singles
- 2002: Dance with Me
- 2003: Jessica
- 2004: Friends of Mine
- 2005: Emily
- 2005: Carolina
- 2006: Nat King Cole
- 2006: Novotel (Promo)
- 2008: Morning After Midnight (Promo)
- 2008: Twee Twee Dee (Promo)
- 2009: What Makes Him Act so Bad (Promo)
- 2010: Buddy Bradley (Promo)
- 2019: Freeze My Love